# Mesosa biplagiata
Mesosa biplagiata là một loài bọ cánh cứng trong họ Cerambycidae.